# Maurice Baquet (aktor)
Maurice Baquet (ur. 26 maja 1911 w Villefranche-sur-Saône, zm. 8 lipca 2005 w Noisy-le-Grand) – francuski aktor teatralny i filmowy, wiolonczelista, a także alpinista.

## Życiorys
Jako wiolonczelista zdobył pierwszą nagrodę w paryskim konserwatorium. Był członkiem grupy teatralnej Jacques’a Préverta Oktobergruppe, później trafił także do filmu. Wystąpił w ponad 80 filmach i produkcjach telewizyjnych, współpracując z reżyserami Jeanem Renoirem, Jeanne Moreau, Agnes Varda, Constantinem Costa-Gavrasem i innymi. Grał m.in. w wyróżnionym Oscarem dla najlepszego filmu zagranicznego obrazie Costa-Gavrasa Z (1969).
Niezależnie od pracy aktorskiej występował jako muzyk, jako aktor korzystał także ze swoich umiejętności wspinaczki górskiej. Został odznaczony m.in. Legią Honorową, był laureatem nagród aktorskich. Aktorami zostały również jego dzieci, córka Anne i syn Grégori.

## Filmografia
- 1936: Zbrodnia pana Lange jako Charles
- 1936: Les Bas-fonds jako akordeonista Aliocha
- 1937: Gueule d’amour jako chory żołnierz
- 1945: Dernier Métro jako Henri Remonage
- 1962: Mandrin jako „Court-Toujours”
- 1969: Z jako murarz goniący skuter
- 1976: Pan Klein jako muzyk
- 1978: Pszczółka Maja jako Filip (głos, francuski dubbing)
- 1978: Pete’s Dragon jako Lampie (głos, pierwszy francuski dubbing)
- 1979: L’Adolescente jako drogowiec Jules
- 1995: Les Cent et une nuits de Simon Cinéma